# 64. nordlige breddekreds
Den 64. nordlige breddekreds (eller 64 grader nordlig bredde) er en breddekreds, der ligger 64 grader nord for ækvator. Den løber gennem Atlanterhavet, Europa, Asien og Nordamerika.